# San Pablo, San Fernando
San Pablo är en ort i Mexiko.   Den ligger i kommunen San Fernando och delstaten Chiapas, i den sydöstra delen av landet, 700 km öster om huvudstaden Mexico City. San Pablo ligger 833 meter över havet och antalet invånare är 113.
Terrängen runt San Pablo är huvudsakligen kuperad, men norrut är den bergig. Runt San Pablo är det ganska tätbefolkat, med 116 invånare per kvadratkilometer. Närmaste större samhälle är Berriozábal, 12,6 km söder om San Pablo. I omgivningarna runt San Pablo växer huvudsakligen savannskog.